# Prunus chamissoana
Prunus chamissoana — вид квіткових рослин з родини трояндових (Rosaceae). Ареал охоплює такі країни: Бразилія.

## Середовище
Зустрічається в Серрадо.

## Морфологічна характеристика
Дерево до 12 метрів заввишки.

## Використання
Дерево чудово підходить для лісовідновлення, оскільки його плоди годують кілька видів птахів і тварин.